# 정경훈 (배우)
정경훈(1974년 1월 23일 ~ )은 대한민국의 배우 및 모델이다. 2000년도에 모델로 활동하였다. 2001년, 연극 《여자가 말한다》으로 처음 연기자로 데뷔를 하였다.

## 출연 작품
- 도시괴담 데자뷰 시즌3 (신드롬 편) - 스토커
- 내 여자 - 현민의 대학 선배
- 유감스러운 도시 - 요원 1
- 홍길동 2084
- 알투비:리턴투베이스